# 德拉西莱库什
德拉西莱库什（法語：Dracy-lès-Couches，法語發音：[dʁasi lɛ kuʃ]，意为“库什附近的德拉西”）是法国索恩-卢瓦尔省的一个市镇，属于欧坦区。

## 地理
德拉西莱库什（46°53'18"N, 4°34'34"E）面积8.27 平方千米，位于法国勃艮第-弗朗什-孔泰大區索恩-卢瓦尔省，该省份为法国中部省份，北起顺时针与科多尔省、汝拉省、安省、罗讷省、卢瓦尔省、阿列省和涅夫勒省接壤。
与德拉西莱库什接壤的市镇（或旧市镇、城区）包括：圣热尔韦叙库什、库什、圣马丹德科米讷、圣莫里斯莱库什、圣塞尔南迪普兰。

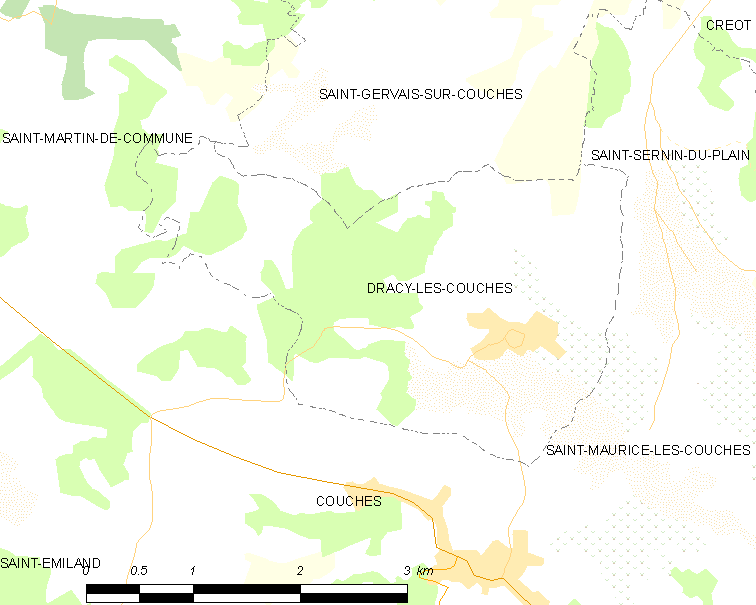
德拉西莱库什的OSM定位图

德拉西莱库什的时区为UTC+01:00、UTC+02:00（夏令时）。

## 行政
德拉西莱库什的邮政编码为71490，INSEE市镇编码为71183。

## 政治
德拉西莱库什所属的省级选区为沙尼县。

## 人口

1962-2008年间德拉西莱库什人口变化图示

德拉西莱库什于2022年1月1日时的人口数量为152人。